# Meimechiet
Meimechiet is een ultramafisch Mg-rijk stollingsgesteente, gerelateerd aan boniniet, picriet en komatiiet. Het wordt gedefinieerd door < 53% SiO2, MgO > 18%, Na2O + K2O < 1% en TiO2 >1%.

## Eigenschappen
Het uitvloeiingsgesteente verschilt van het felsischere boniniet door het lagere SiO2-gehalte, van picriet door het lagere gehalte aan Na2O + K2O en van komatiiet door het hogere gehalte aan TiO2. De mineraalinhoud bestaat voornamelijk uit fenocrysten van olivijn in een fijnere grondmassa van olivijn, clinopyroxeen, magnetiet en vulkanisch glas.

## Voorkomen
Meimechiet komt vooral voor in alkalirijke vulkanische provincies als de Siberian Traps. Het is genoemd naar de Maymecha-Kotuy provincie in Noord-Centraal Siberië. De oorsprong van deze gesteenten is niet geheel duidelijk, vermoed wordt dat er aanrijking in titaan en alkalimineralen heeft plaatsgevonden bij de vorming van bepaalde types vulkanische bogen. Ook in Japan worden meimechieten gevonden, deze zijn armer aan TiO2 dan de Siberische variant, maar nog steeds duidelijk verschillend met het veel algemenere basalt.